# Famille de Brouckère
Ne doit pas être confondu avec Famille De Brouckère.
Pour les articles homonymes, voir de Brouckère.
La famille de Brouckère était une famille de la noblesse belge qui a été anoblie en 1817.

## Histoire
La famille de Brouckère  s'est divisée en deux branches qui toutes les deux descendent de Jean Baptiste De Brouckere (1716-1794) époux de Marie Claire de La Croix (1727-1763). Une branche fit partie de la noblesse néerlandaise puis belge et s'est distinguée à Bruxelles au XIXe siècle par plusieurs personnalités politiques libérales.

### Charles de Brouckère (1757-1850)

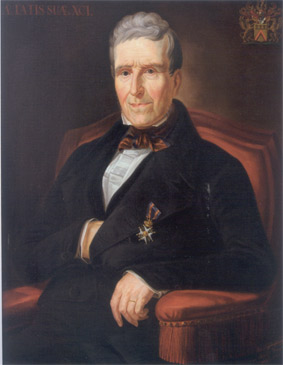
chevalier Charles de Bouckère (1757-1850)

Charles de Brouckère est né à Thourout, le 6 octobre 1757; Licencié en Droits, le 17 juillet 1782; Avocat au Conseil de Flandre, le 18 décembre suivant. Il fut nommé, le 17 avril 1787, Conseiller du Tribunal, créé à Ostende, par l'empereur Joseph II, Echevin du Franc de Bruges, le 23 décembre 1785 jusqu'à la seconde entrée des Français, qui l'installèrent de force Secrétaire des municipalités remplaçant les anciens Magistrats du Franc et de la ville de Bruges; bientôt après il fut nommé Président du Tribunal de l'arrondissement de Bruges; Juge de la Cour d'Appel de Bruxelles, le 6 juillet 1800; Président de la Cour Criminelle du département de la Lys, le 12 juillet 1807; Président de la Cour d'Appel, le 30 avril 1811, et Membre du Corps Législatif pour l'arrondissement de Bruges, le 6 janvier 1813. En 1814, après l'entrée en Belgique des Puissances Alliées, il fut appelé au Ministère, comme Commissaire-Général du Département de l'Intérieur et chargé en même temps de la Police, le 15 février 1814. Il fut Député, le 1er mai 1815, comme Commissaire Royal, pour l'organisation des provinces de Namur et du Hainaut. Le 16 septembre suivant, il devint Gouverneur de la province du Limbourg, fonctions qu'il desservit jusqu'au 1er septembre 1828, époque à laquelle il fut nommé Membre de la première Chambre des États Généraux.
Il faut créé Chevalier de l'Ordre du Lion de Belgique, le 18 novembre 1815, et nommé Conseiller d'État en service extraordinaire, le 8 août 1821. Les lettres patentes, que le Gouvernement des Pays-Bas lui octroya, le 13 septembre 1817, apportèrent un changement dans les armoiries de cette ancienne famille, dont un membre, par sa bravoure et ses connaissances guerrières, délivra, le 3 juillet 1649, la ville de Cambrai, en y introduisant du renfort, ce qui obligea le Comte d'Harcourt, Commandant de l'armée des Pays-Bas, de lever le siège. 

### Charles de Brouckère (1796-1860)
Charles de Brouckère, fils de Charles de Brouckère (1757-1850), est né à Bruges, le 18 janvier 1796, canonnier le 25 avril 1815, et second Lieutenant d'Artillerie, le 29 du même mois. En mars 1830, il quitta le service comme premier Lieutenant, grade qu'il avait depuis le commencement de 1818. De 1821 à juillet 1824, il fut successivement Surnuméraire, Sous-Chef, Chef de Bureau et Chef de Division au Gouvernement Provincial du Limbourg, et de juillet 1824 à octobre 1826, Membre de la Députation permanente du Conseil Provincial du Limbourg. En octobre 1826, il fut nommé Membre des États Généraux, où il siéga jusqu'à la révolution, époque à laquelle il devint Membre de la Commission de Constitution, et en novembre, même année, il fut partie du Congrès National, après avoir commandé comme Colonel, pendant près de deux mois, les provinces de Lièges et de Limbourg.Il fut nommé, le 3 janvier 1831, Ministre des Finances, jusqu'au 31 mai; le 3 août suivant, Ministre de l'Intérieur; le 16 du même mois, Ministre de la Guerre, et le 10 août, quoique Ministre de l'Intérieur, il fut nommé Aide-de-Camp du Roi. Il resta dans les cadres de l'armée jusqu'à la paix de 1839. Directeur de la Monnaie, de la Banque de Belgique et de la Société de la Vieille Montagne, il devint en mars 1847, Conseiller communal, et en octobre 1848, Bourgmestre de la ville de Bruxelles, étant décoré de la Croix de Fer et Commandeur de l'Ordre de Léopold. 

### Henri de Brouckère (1801-1891)

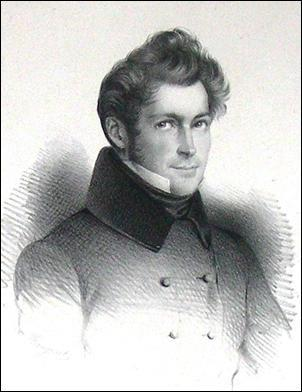
1er Ministre Henri de Brouckère (1801-1891)

Henri de Brouckère, fils de Charles de Brouckère (1757-1850), est né à Bruges, le 24 février 1801, Substitut du Procureur du Roi, à Maastricht, en 1822; Procureur du Roi, à Ruremonde, en 1824; envoyé au Congrès, par l'arrondissement de Ruremonde, en 1830, et en même temps Conseiller à la cour d'appel de Bruxelles, Gouverneur d'Anvers en 1840, et de Liège en 1844, jusqu'en 1846. Membre de la Chambre des Représentants, depuis son origine jusqu'au mois d'octobre 1849, époque à laquelle il fut nommé Ministre plénipotentiaire, Envoyé extraordinaire près du Saint-Siège et des Cours d'Italie, Premier Ministre de Belgique de 1852 à 1855 et Ministre d'État, il est Commandeur de l'Ordre du Lion Néerlandais et de l'Ordre de la Branche Ernestine de Saxe-Cobourg, Chevalier de l'Ordre de Léopold et décoré de la Croix de Fer. 

## Membres de cette famille
- Charles de Brouckère (1757-1850), avocat, conseiller d'État, gouverneur du Limbourg de 1815 à 1828 (Royaume des Pays-Bas), anobli en 1817 par le roi Guillaume Ier des Pays-Bas, époux de Caroline de Stoop.
- Charles de Brouckère (1796-1860), homme politique libéral, bourgmestre de Bruxelles.
- Henri de Brouckère (1801-1891), homme politique libéral, bourgmestre d'Auderghem.
- Lucia de Brouckère (1902-1982), chimiste, professeure à l’ULB et militante laïque.

## Preuves de noblesses
- 13 septembre 1817 par le roi Guillaume Ier : Concession de noblesse héréditaire et du titre de chevalier par primogéniture masculine.

## Famille
- Jacques de Brouckère;
  - Melchior de Brouckère;
    - Pieter de Brouckère;
      - Nicolas de Brouckère;
        - Pieter-Joris de Brouckère (1682-1734) ∞ Angeline Mestdagh;
          - Maria de Brouckère ∞ Pieter Moke;
          - Jean-Baptiste de Brouckère (1716-1784) ∞ Marie-Claire de la Croix;
            - Charles de Brouckère (1757-1850);
              - Charles de Brouckère (1796-1860)
                - Elisabeth de Brouckère (1820-1895) ∞ Jules Nagelmakers (1804-1875);
                - Alfred de Brouckère ∞ Flora Neyt (1828-1892);

              - Henri de Brouckère (1801-1891);
              - Edouard de Brouckère (1802 - 1836);

            - Marie-Josèphe de Brouckère (1758-1830) ∞ Pieter Fraeys;
            - Angela de Brouckère (1759-1820) ∞ Benoit Pol;
            - Monica de Brouckère (1760-1852) ∞ Pieter Lauwers;
            - Jean-Baptiste de Brouckère (1763-1837) ∞ Eugénie Vervaecke (1775-1869);
              - Charles de Brouckère (1797-1850) ∞ Virginie de Geest (1805-1879);
                - Charles Théodore de Brouckère (1825-1889) ∞ Anna Ritters (1824-1888);
                  - Virginie de Brouckère ∞ Léon-Clément Pastur

                - Gustave de Brouckère (1829-1887) ∞ Léonie Sylvie Tant (1839-1874);
                  - Jeanne de Brouckère ∞ Lou Tellegen
                  - Charles Louis de Brouckère (1866-1931);
                    - Charles Marie de Brouckère (1896-1939);
                      - Carlo de Brouckère (1920-1985);

                  - Louis de Brouckère (1870-1951);
                    - Lucia de Brouckère (1902-1982);

                  - Léon de Brouckère (1885-1944);

                - Henri de Brouckère (1836 - 1891);

## Branche des hommes politiques socialistes
L'autre branche produisit des industriels tisserands et des hommes politiques du parti ouvrier belge (socialiste).

## Lieux rappelant la mémoire de la famille
- Place de Brouckère, place de Bruxelles.
- De Brouckère, station de métro sous cette place.
- avenue Henri de Brouckère, à Auderghem.
- Haute École Lucia de Brouckère, à Anderlecht et à Jodoigne.

## Pour approfondir